# فلش (مجموعه تلویزیونی ۲۰۱۴)
فلش (به انگلیسی: The Flash) یک مجموعهٔ تلویزیونی ابرقهرمانی آمریکایی به کارگردانی گرگ برلانتی است که در آن گرانت گاستین نقش بری آلن / فلش را ایفا می‌کند. از دیگر بازیگران این مجموعه می‌توان از کندیس پتن، کارلوس والدس، دانیل پانابیکر، تام کاوانا، Thomas Grant Gustin و جسی ال مارتین نام برد.
این مجموعه برنده جایزه برگزیده مردم و نامزد جایزه برگزیده کودکان نیکلودین است. این سریال کراس‌آور از سریال‌های دنیای مشترک کماندار می‌باشد و با سریال‌های این دنیای تلویزیونی کراس اُور دارد.

## استقبال
مجموعه فلش برای اولین بار در تاریخ ۷ اکتبر ۲۰۱۴ از شبکه سی دابلیو پخش شد.
طبق آمار گزارش شده در سایت imdb اپیزود اول از فصل اول این مجموعه تلویزیونی پربیننده‌ترین اپیزود در بین اپیزودهای تمام مجموعه‌های تلویزیونی در تاریخ شبکه سی دابلیو تا به امروز بوده‌است.
در فصل دوم این سریال شاهد جهان‌های موازی بودیم یعنی چند دنیای متفاوت که باهم ادامه پیدا می‌کند و نیز در فصل دوم این جهان موازی پر رنگتر می‌شود و این دنیای موازی که هم‌زمان با دنیای بری ادامه پیدا می‌کند با نام زمین ۲ شناخته می‌شود.
به نظر منتقدین سریال فصل اول این مجموعه تلویزیونی بسیار رضایت بخش تمام شده‌است.

## خلاصه داستان

### فصل اول
بری آلن جوانی دانشمند است که هنگام یازده سالگی، مادرش توسط موجودی باورنکردنی و غیر ممکن به قتل می‌رسد. پلیس سنترال سیتی به اشتباه پدر بری را به عنوان مظنون شناخته و دستگیر می‌کند اما بری که می‌داند پدرش بی گناه است. او متخصص بررسی صحنه جرم پلیس می‌شود تا قاتل مادرش را پیدا و پدرش را از زندان آزاد کند. در شبی که قرار بود آزمایشگاه ستاره (S.T.A.R Labz) از شتاب‌دهنده ذرات رونمایی کند با روشن شدن آن یک انفجار بزرگ رخ داد که به همراه آن صاعقه هم اتفاق افتاد و بری اَلن که در آزمایشگاه خود بود بر اثر برخورد صاعقه بیهوش شده و چندین محلول شیمیایی آزمایشگاهش بر روی او می‌ریزد و نه ماه به کما می‌رود. بعد از ناکام ماندن پزشکان در درمان بری و رضایت جو وست، هریسون ولز بری را به آزمایشگاه ستاره (S.T.A.R Labz) می‌برد. بالاخره بعد از نُه ماه کما، بری بیدار می‌شود و بدنش به طرز عجیبی دچار تغییرات شده و قدرتی خارق‌العاده به دست آورده که او را تبدیل به سریع‌ترین انسان روی کره زمین، به نام فلش می‌کند. او در این راه با سه دانشمند آزمایشگاه ستاره به نام‌های دکتر هریسون ولز، کیتلین اسنو و سیسکو رامون آشنا می‌شود. در اثر منفجر شدن شتاب‌دهنده ذرات صاعقه حاصل از آن به چند انسان دیگر برخورد می‌کند و آن‌ها را تبدیل به فرا انسان کرده‌است ولی آنها از قدرتشان برای کارهای شرورانه استفاده می‌کنند. بری از سرعتش برای متوقف کردن آن‌ها استفاده می‌کند. کم‌کم حقایق در مورد قتل مادر بری آلن برملا می‌شود. دکتر ولز در حقیقت فردی به نام ایبارد ثاون بوده‌است که از آینده آمده و در آینده از دشمنان سر سخت فلش می‌باشد. وی که قدرتی مشابه ولی بیشتر از فلش داشته‌است به فلش معکوس (Reverse Flash) معروف است و برای نابود کردن بزرگترین دشمنش (ولی به او حسودی می‌کند و  شبیه او باشد) دکتر ولز یا ایبارد ثاون در زمان سفر می‌کند و به دوران کودکی وی می‌رود. بری آلنِ بزرگ‌سال نیز او را دنبال می‌کند و کودکی خود را نجات می‌دهد اما ثاون عصبانی شده و مادر بری اَلن را به قتل می‌رساند، تا اینکه درمییابد قدرتش برای سفر در زمان از بین رفته و دیگر توانایی بازگشت به زمان خود را ندارد پس به ناچار باید برای بازگشت از سرعت فلش استفاده کند، قدرتی که اکنون با کشتن مادر بری احتمالاً هرگز به وجود نخواهد آمد؛ (چون قدرت خود را با الهام از فلش بدست آورده بود مثل پارادوکس پدربزرگ) بنابراین ثاون، دکتر ولز واقعی را پیدا کرده و به قتل می‌رساند و با دستگاهی که از آینده همراه خود آورده‌است خود را شبیه دکتر ولز کرده و به عنوان او معرفی می‌کند تا دستگاه شتاب‌دهنده ذرات را زودتر ساخته و دوباره فلش را به وجود بیاورد. در پایان بری فرصتی پیدا می‌کند و با استفاده از سرعتش به زمان گذشته یعنی زمان مرگ مادر خود می‌رود اما در زمان گذشته بری اَلن دیگری که بچگی خود را نجات می‌دهد علامت داده که بری زمان حال مادر خود را نجات ندهد، بری اَلن دوباره به آینده برای جنگ و مبارزه کردن با ایبارد ثاون و متوقف کردن او برمی گردد و سرانجام ایبارد ثاون بر اثر خودکشی کردن ادی ثاون کاراگاه پلیس و نامزد آیریس و جد ایبارد ثاون از هستی محو می‌شود اما دنیا در خطر نابود شدن و فرورفتن در سیاه‌چاله‌ای به نام تکینگی قرار می‌گیرد و این بری اَلن است که باید دنیا را نجات دهد.

### فصل دوم
بری آلن بعد از نجات زمین و مرگ ادی و رونی تیم فلش را منحل نموده و به تنهایی شروع به فعالیت می‌کند ولی بعد از اتفاقاتی و باز شدن چند دریچه به زمین شماره ۲ و وارد شدن ابرانسان‌ها از آن زمین به زمین شماره ۱ بری گروهش را بازسازی می‌کند. همچنین وصیت‌نامه‌ای از هریسون ولز (ثاون) پیدا می‌کند وی در آن به کشتن مادر بری اعتراف کرده‌است، بری آن را به پلیس نشان می‌دهد و پدر بری از زندان آزاد می‌شود. بعد از تکینگی اسپیدستر دیگری به نام زوم (هانتر زولومون) می‌آید که بسیار قدرتمند است و دختر دکتر هریسون ولز واقعی زمین ۲ (جسیکا) را گروگان گرفته و هدف او گرفتن سرعت بری برای خود است. همچنین دکتر هریسون ولز و فلش زمین ۲ (جی گریک) نیز به آن‌ها می‌پیوندند و برای شکست دادن زوم تلاش می‌کنند. سیسکو رامون (وایب) نیز دارای قدرت فرا انسانی شده و الهاماتی دربارهٔ دنیای دیگر به چشم می‌بیند. با کمک قدرت‌های وایب آن‌ها متوجه می‌شوند که شخصی که خود را جی گریک یا همان فلش در زمین ۲ معرفی کرده در حقیقت همان زوم بوده و نام واقعیش هانتر زولومون یک قاتل زنجیره‌ای معروف و دیوانه که در بیمارستان روانی به سر می‌برده و با انفجار شتاب‌دهنده ذرات زمین دو تبدیل به اسپیدستر شده می‌باشد. زوم در این بین نسبت به کیتلین علاقه پیدا می‌کند و بعد از مشخص شدن هویتش به عنوان زوم او را به مخفیگاه شخصی خود برده و زندانی می‌کند. کیتلین اسنو در آنجا با یک زندانی ناشناس دیگر مواجه شده که بعدها مشخص می‌شود او جی گریک واقعی و فلش یک دنیای دیگر غیر از این دو دنیا (زمین ۳) است. در قسمت‌های پایانی فصل زوم پدر بری آلن را به قتل می‌رساند تا او را عصبانی کرده و قدرت تصمیم‌گیری و منطق فلش را از کار بیندازد اما با این حال از فلش شکست می‌خورد.
اشباح زمان که مدت‌ها دنبال زوم بودن او را با خودشان به اسپیدفورس بردند و زوم تبدیل به بلک فلش شد. بری آلن که از بچگی مادر خود را از دست داده بود و پدرش که تا چند وقت پیش در زندان بوده حالا به قتل می‌رسد و همین شرایط باعث می‌شود که او دست به اقدامی نسنجیده و عجولانه بزند و به زمان کودکی خود رفته و جلوی قتل مادرش را بگیرد و ایبارد ثاون (فلش معکوس) را اسیر می‌کند. با این کار مسیر خط زمانی (Time Line) به کلی عوض می‌شود و دنیایی جدید می‌سازد (Flash Point) که اتفاقات عجیبی در آن رخ می‌دهند و کم‌کم باعث از بین رفتن خاطرات بری الن بر اثر استفاده از سرعت می‌شوند.

### فصل سوم
بری آلن که پدر و مادر خود را نجات داده‌است به آیندهٔ غریبی که برای خود ساخته رفته و سه ماه در کنار پدر و مادر خود زندگی می‌کند اما در این بین خیلی چیزها متفاوت با آنچه که بری آلن به خاطر داشت اتفاق افتاده‌اند. بری هرگز با جو و آیریس وست زندگی نکرده و آیریس تنها او را به عنوان همکلاسی دوران دبستانش می‌شناسد. سیسکو، مدیریت کل استارلبز که نام فعلیش رامون لبز است را بر عهده داشته و یک فرد بسیار ثروتمند در کل ایالات متحده محسوب می‌شود. کیتلین اسنو شغل چشم‌پزشکی را انتخاب کرده و جو وست (که در خط زمانی اصلی حکم پدر خوانده بری آلن را داشت) تبدیل به یک پلیس نالایق و الکلی شده. اما چیزی که عجیب تر است وجود تندروی دیگر می‌باشد که همه آن را به عنوان فلش یا به اصطلاح کیدفلش می‌شناسند. بری خیلی زود متوجه می‌شود که فلش دنیای جدید، همان والی وست پسر کارآگاه جو وست است و خواهرش آیریس هم در این کار (مبارزه با مجرمین) به او کمک می‌کند. بعد از مدتی بری در حال از یاد بردن اتفاقات تایم لاین اصلی است و او که تغییرات حاصله را ناخوشایند می‌بیند، از کار خود بسیار پشیمان شده و ایبارد ثاون را به گذشته برده تا مادرش را دوباره به قتل برساند و خط زمانی مجدداً به مسیر عادی و سابقش بازگردد ولی با بازگشت به آینده او متوجه می‌شود که باوجود اینکه کلیات همچون سابق شده‌است اما بعضی چیزها مثل روز اولشان نیست. برادر سیسکو (دانته) در یک تصادف رانندگی کشته می‌شود. کیتلین قدرهای فرا انسانی گرفته، درست مثل کیلر فراست در زمین ۲. بری همکار جدیدی به نام جولیان آلبرت در اداره پلیس پیدا کرده که در ادامه عاشق کیتلین می‌شود و همین عشق باعث نجات کیتلین می‌شود و کیتلین تبدیل به کیلر فراست می‌شود.
در این بین، او با شخصیت شرور جدیدی به نام دکتر آلکمی مواجه می‌شود که توسط ساویتار مأموریت یافته که به همه افرادی که در Flash Point دارای قدرت بودند و الان قدرتی ندارند، قدرت‌هایشان را بازگرداند که از جمله این افراد والی وست است. اما بعدها مشخص می‌شود که در حقیقت دکتر آلکمی همان جولیان است که توسط ساویتار کنترل می‌شده در حالی هیچ خبری از کارهایش نداشته. بری سنگی که باعث آزادی ساویتار شده بود را به داخل اسپید فورس انداخت که باعث یک انفجار شد و بری را به آینده پرت کرد. او در آینده دید که ساویتار آیریس را به قتل می‌رساند و حالا او به زمان خود بازگشته و پنج ماه فرصت دارد تا آینده را تغییر داده و آیریس را نجات دهد.
سرانجام کیتلین تبدیل به کیلر فراست شده و ساویتار با رو کردن هویت مخفی اش اعتماد وی را جلب می‌کند. در نهایت بری متوجه می‌شود ساویتار در واقع یک بازماندهٔ زمانی از خودش است که از آینده می‌آید. بری نیز برای یافتن راهی برای شکست دادن ساویتار، به چند سال آینده می‌رود و در آنجا متوجه می‌شود که در آینده بعد از مرگ آیریس، برای مقابله با ساویتار تعداد زیادی باقی‌مانده زمانی خواهد ساخت که همه توسط ساویتار کشته می‌شوند. با اینحال یکی از آن‌ها به عمد توسط ساویتار زنده نگاه داشته می‌شود تا در آینده تبدیل به ساویتار شود. ولی با فداکاری هریسون ولز زمین ۱۹ (اچ آر) و دستگاه تغییر قیافه اش آیریس از مرگ نجات می‌یابد و بری هم دیگر باقی مانده زمانی ای برای کشتن ساویتار نمی‌سازد و به همین دلیل، دیگر باقی مانده زمانی ای وجود نخواهد داشت که تبدیل به ساویتار شود و تلاش ساویتار برای بقایش شکست می‌خورد. سرانجام ساویتار توسط فلش شکست می‌خورد با اینحال تلاش می‌کند به بری حمله کند که توسط آیریس کشته شده و از صحنه روزگار محو می‌شود.
در پایان با توجه به این که زندان اسپیدفورس هیچ اسپیدستری ندارد، شهر سنترال سیتی در حال ویرانی است که بری داوطلبانه به اسپیدفورس می‌رود و از همه خداحافظی می‌کند.

### فصل چهارم
این روزها که بری الن هنوز در زندان اسپید فورس مفقود شده کید فلش (بچه فلش) و وایب از شهر مراقبت می‌کنند تا اینکه بعد از شش ماه یک ربات سامورایی عجیب (ساموروید) که توانایی‌هائی در مبارزه دارد به شهر آمده و تهدید می‌کند که اگر فلش برنگردد و با او نجنگد شهر را نابود می‌کند. سرانجام با کمک کیتلین و سیسکو و اسپید فورس بازوکا (سلاحی که در فصل قبل ساخته شد اما در برابر ساویتار بی اثر ماند) و کره ای که شبیه‌ساز دی ان ای بری الن بود، موفق به آزاد کردن بری و حفظ تعادل در نیروی سرعت می‌شوند. ابتدا به نظر می‌آید که نقشه آنها کارساز نبوده و بری هنوز در اسپید فورس گیر کرده، ولی بعدها بری درمکانی پیش‌بینی نشده از اسپید فورس خارج می‌شود. در روز اول بری الن کمی عجیب حرف می‌زند و گویا دیوانه شده اما بالاخره با درایت همسر او، آیریس حالش خوب می‌شود. امری که اکنون باعث نگرانی بری می‌شود دشمنی است که آن ربات را فرستاده ولی بری و گروهش حتی نمی‌دانند با چه کسی روبرو هستند. بعد از کمی جاروجنجال مشخص می‌شود که یک فرا انسان به نام کلیفورد دوو که بر اثر انفجار شتاب‌دهنده تاون و یکی از اختراعات خودش (کلاه تفکر) قدرت عجیبی در فکر کردن و هوش بالا پیدا کرده‌است تمام این نقشه را چیده‌است که دوازده فرا انسان در یک اتوبوس در معرض تشعشعات فراماده حاصل از آزاد شدن بری از نیروی سرعت قرار گرفته تا دوو بتواند با گرفت قدرت‌های این چند نفر نقشه شیطانی موسوم به بیدارگری راه پیدا کند. در نقشه دوو قرار بود هوش همه مردم کره زمین از بین رفته و دوباره بارگذاری شود تا دیگر تکنولوژی وجود نداشته باشد.
در این میان دوو جسم بی جان و چاقو خورده خود را در خانه بری جا گذاشته و بری محکوم به قتل می‌شود و برای مدتی در زندان به سر می‌برد. یکی از افرادی که در نقشه دوو قدرت به دست آورد رالف دیبنی یا ایلانگیتد من (مرد کشی) بود. با کمک قدرت ایلانگیتد من، بری تبرئه می‌شود. دوو بالاخره موفق می‌شود با وجود تلاش‌های بری همه آن افراد را پیدا کند و قدرت‌هایشان را از آن‌ها بگیرد که یکی از همین افراد، ایلانگیتد من بود که در اواخر داستان کالبدش توسط دوو گرفته شد.
در نهایت طرح بیدارگری با ماهواره‌های دوو آغاز می‌شود ولی بری و گروهش یکی از ماهواره‌ها را از کار می‌اندازند اما دوو ماهواره استارلبز را با استفاده از یکی از چند قدرت خود هک کرده و به جای ماهواره از دست داده اش به کار می‌برد. در نهایت بری با کمک همسر دوو (مارلیز) و گروهش موفق می‌شود تا ایلانگیتدمن را به کالبد خود برگرداند و دوو را از مغز او بیرون کند و در آخر سریال معلوم می‌شود دختر مرموزی که در برخی قسمت‌های سریال بود دختر فلش نورا الن است که به خاطر خرابکاریش از آینده آمده است.

### فصل پنجم
در این فصل نورا الن هدف خود را آشکار می‌کند و کمی بعد سیکادا ظاهر می‌شود و تیم فلش به همراه شرلوک ولز (کارآگاه) سعی دارند جلوی او را بگیرند. آن‌ها در هر قسمت در طول جنگ‌هایشان با دشمنان مختلفی مانند قندیل (پدر کیلر فراست) مبارزه می‌کنند. در همین بین دختر فلش (از آینده) ظاهر می‌شود و او را در مأموریت‌ها کمک می‌کند تا این که روشن می‌شود با ایبوارد ثاون همکاری می کند و بری اعتمادش به نورا را از دست می‌دهد و او را به زمان خودش بازمی‌گرداند. نورا از ریورس فلش کمک می‌گیرد تا وارد اسپید فورس منفی بشود ولی برای این کار خشم لازم را ندارد ایریس به آینده می‌آید و نورا کمی با او مشاجره می‌کند و می‌تواند کنترل اسپید فورس منفی را به دست گرفته و با ان به ۲۰۱۹ سفر کند. کیتلین هم می‌تواند پدر خود را از دست نیمهٔ یخیش نجات بدهد ولی سیکادای جدید که گریسی است می‌خواهد کیتلین را بکشد ولی پدرش خودش را قربانی می‌کند و می میرد. نورا وارد ذهن گریسی کوچک می‌شود و او را راضی می‌کند و نظرش را از سیکادا بودن عوض می‌کند و گریسی آینده محو می‌شود. تیم فلش می‌فهمند که خنجر سیکیدا در آینده دست ریورس فلش است آن‌ها به آینده می‌روند و با ایبار ثاون می‌جنگند ولی در آخر نورا که گذشته را تغییر داده در حال محو شدن است و ریورس فلش از این فرصت استفاده می‌کند و فرار می‌کند و نورا از صحنه هستی محو می‌شود. در پایان فصل پنجم تیتر خبری فلش ناپدید می‌شود که از آینده است در سال ۲۰۱۹ در حال اتفاق افتادن است و این داستان ادامه دارد.

### فصل ششم
در حالی که بری آلن و آیریس وست می کوشند نورا را فراموش کنند متوجه می‌شوند که پیغامی که نورا برای آنها گذاشته بود خراب شده و به اتاق زمان رفتند و مانیتور را دیدند که به بری گفت راهی برای تغییر سرنوشتش ندارد و فلش باید در بحران بمیرد. آلگرا گارسیا، نش ولز و کامیلا دوست دختر جدید سیسکو به تیم فلش ملحق می‌شوند. رمزی روسو دانشمندی است که از بچگی به بیماری ارثی اچ - ال - اچ مبتلا است و مادرش را به خاطر همین بیماری از دست داده است و خودش هم در حال مرگ است و فکر می‌کند اگر به خودش مادهٔ تاریک (حاصل انفجار شتاب دهندهٔ ذرات) را تزریق کند درمان می شود و همین کار را هم می‌کند و درمان می‌شود و به بلادوورک تبدیل می‌شود (که میتواند با خون آلوده اش مردم را کنترل کند). رمزی به مغز بری نفوذ میکند و او را کنترل می‌کند، رمزی می‌خواهد تمام مردم شهر را با استفاده از خونش مثل فلش کنترل کند که سرانجام تیم فلش او را شکست می‌دهند اما او در همان لحظه به یک موجود عجیب و قدرتمند تبدیل می‌شود و فلش جلوی او را می‌گیرد.
با فداکاری فلش زمین نود فلش از مرگ در بحران نجات پیدا می‌کند. در بحران ابتدا تمام جهان‌های چندگانه نابود می‌شوند و با فداکاری گرین آرو دنیاها تغیر کرد و زمین پاراگون‌ها (کسانی که سمتی گرفتند مانند شرافت، عشق، انسانیت و .....) یکی شد و به زمین یک تبدیل شد، این زمین جدید ترکیب زمین سی و هشت و زمین یک است اما در آخر بحران آنتی مانیتور دوباره می‌آید و ابرقهرمانان ما آن را به اتم تبدیل می‌کنند و در دنیای اتم‌ها گیر می‌افتد و فلش در یکی از املاک‌ استارلبز فلش یک میز گذاشت و بر روی هر صندلی نماد هر ابرقهرمانان بود برای مثال فلش، سوپرگرل، صاعقه سایه و ..... و گروه لیگ عدالت فلش به وجود آمد. در انتهای بحران دیدیم که زمین‌های نامحدود دوباره به وجود آمدند و برای مثال فانوس سبز در زمین دوازده بود. اسپیدفورس (نیروی سرعت) نابود می‌شود (چون در بحران بری از قدرت اسپکتر یا همان شبح که در جسم گرین آرو هست استفاده کرد و نیروی ناشناخته اسپکتر وارد اسپیدفورس شد و باعث نابودی آن و تمام تندروها که از نیروی سرعت انرژی می‌گرفتند کم‌کم سرعت خود را از دست می‌دهند و تیم فلش دنبال ساختن یک نیروی سرعت مصنوعی برای فلش هستند.
آیریس در تحقیقات خود می‌فهمد که گروه خلافکاری به نام  قتل‌های زیادی انجام دادند و دنبالهٔ این قضیه را می‌گیرد و می‌فهمد جوزف کارور رئیس شرکت مک‌کالک رهبر این گروه است. زمانی که جوزف کارور در شرکت مخفیانه وارد اتاق کارور می‌شود و در اتاق وقتی آیریس جلوی آینه بود یک نفر او را از درون آینه به درون دنیای آینه ای می‌کشد. آیریس در دنیای آینه‌ای با فردی به نام ایوا مک‌کالک (با بازی افرات دور) آشنا می‌شود که همسر جوزف کارور است و شش سال در دنیای آینه‌ای گیر افتاده است. کپی آینه‌ای از آیریس ساخته می‌شود و چند وقت وانمود می‌کند که آیریس است و کامیلا و کاپیتان سینگ را به دنیای آینه ای می‌برد.
معلوم می‌شود که در بحران ولزها اتفاقی باهم یکی شدند ولی بدن نش ولز کنترلگر بدن کل ولزها است. به دلیل این که ایبارد ثاون مدتی خودش را به شکل هریسون ولز درآورده بود او هم همراه بقیه ولزها باهم یکی شده بودند ثاون کنترل بدن نش را به دست می‌آورد و می‌خواست کنترل را برای همیشه به دست بگیرد که نش با تلاش خودش و صحبت‌های بری در ذهنش کنترل را پس می‌گیرد و ثاون در بدن نش زندانی می‌شود.
آیریس می‌فهمد که ایوا مک‌کالک عامل آمدن او به دنیای آینه ای است و ایوا او را گروگان خودش می‌کند. بری آلن متوجه رفتار عجیب آیریس آینه ای شده و بعد از کمی تحقیق می‌فهمد این آیریس آن آیریس واقعی نیست و با او درگیر می‌شود اما چون بری آلن در حال از دست دادن سرعتش است شکست می‌خورد ولی آیریس آینه‌ای را قانع می‌کند تا از ایوا اطاعت نکند اما ایوا آیریس آینه‌ای را نابود می‌کند و با استفاده از خون بلادوورک از آینه خارج می‌شود اما اجازه می‌دهد فلش زنده بماند. هدف ایوا کشتن شوهرش جوزف کارور است چون فکر می‌کند کارور هیچ وقت برای نجات او تلاش نکرده و ایوا می‌داند کارور دستگاهی که او درست کرده بود را فروخته و پول آن را برای ایجاد بلک هول خرج کرده. ایوا بلک هول را تحت کنترل خودش قرار می‌دهد و با شکست فلشی که کم‌کم هیچ سرعتی برایش باقی نمانده کارور را به قتل می‌رساند و رئیس شرکت مک‌کالک می‌شود. پلیس فکر می‌کند سو دیربون کارور را کشته‌است و سو مجبور می‌شود شهر را ترک کند. تیم فلش حالا سه هدف دارد نجات آیریس، سینگ و کامیلا از دنیای آینه‌ای و ساخت اسپیدفورس مصنوعی و شکست ایوا.

### فصل هفتم
بری و تیمش همچنان در تلاشند نیروی سرعت جدیدی بسازند تا  بری دوباره بتواند سرعتش را پس بگیرد و ایوا مک‌کالک را شکست دهد اما هر بار با شکست مواجه می‌شوند. با فداکاری نش ولز تیم فلش اسپیدفورس مصنوعی را می‌سازد اما تمام ولزها در این راه نابود می‌شوند. راز بزرگی از ایوا مک‌کالک فاش می‌شود و معلوم می‌شود ایوا مک‌کالک در انفجار شتاب‌دهنده ذرات مرده بود و یک کلون آینه‌ای از او ساخته شد که همین ایوا مک‌کالک داستان است. اسپیدفورس مصنوعی روی مغز بری اثر می‌گذارد و بری تبدیل به یک آدم سرد و بی‌احساس می‌شود (مانند ایوبارد ثاون) بری سعی می‌کند دوستانش را شکست دهد و آیریس را از دنیای آینه‌ای بیرون بیاورد بری حتی نسبت به آیریس هم دیگر حسی نداشت و به خاطر اطلاعات او از ایوا به او نیاز داشت. بری آیریس را از دنیای آینه‌ای بیرون میاورد و با دیدن آیریس به خودش می آید و اسپیدفورس مصنوعی را نابود می‌کند. تیم فلش اسپیدفورس را به هستی برمی‌گردانند. ایوا با کلون‌های آینه‌ای از خودش به شهر حمله می‌کند اما بری و آیریس او را متقاعد می‌کنند که به دنیای آینه‌ای برگردد و او قبول می‌کند.
فلش و تیمش آن روز فقط اسپیدفورس را به هستی برنگردانند بلکه سه نیروی دیگر مانند او به هستی بازگشتند: نیروی ترس، نیروی زمان و نیروی قدرت، نیروها باعث مشکلاتی در شهر می‌شوند اما تیم فلش جلوی آنها را می‌گیرد. تیم فلش نیروها را جمع می‌کند و آنها دیگر دنبال تخریب شهر نبودند اما نیروها ناخواسته باعث طوفان و صاعقه در شهر می‌شوند و اسپیدفورس می‌خواهد همه نیروها را بکشد و تیم فلش به کمک نیروها اسپیدفورس را متقاعد می‌کنند تا این کار را نکند. سیسکو از تیم فلش خداحافظی می‌کند و برای کار در آرگوس به استار سیتی می‌رود.
بعد از این ماجراها گاداسپیدهای فیک به شهر حمله می‌کنند و پایشان به استارلبز هم باز می‌شود اما یک گروه دیگری از گاداسپید فیک جلوی آنها را می‌گیرند. بری یک گاداسپید را گیر می اندازد و معلوم می‌شود جناح اول گاداسپیدها دنبال مردی به نام آگوست هارت هستند تا او را بکشند چون او آنها را به وجود آورده بود و باعث عذاب آنها شده بود، جناح دوم هم متحدان آگوست بودند. هارت در زمان آینده دشمن نورا و بارت آلن (پسر بری و آیریس که در خط زمانی بعد از بحران وجود داشت) بود. گاداسپیدها به اسپیدفورس حمله می‌کنند تا انرژی بگیرند. تیم فلش هارت را پیدا می‌کند اما او حافظه خود را از دست داده‌است. نورا و بارت به این زمان می‌آیند تا گاداسپید هارا متوقف کنند. بری به مغز هارت می‌رود تا ببیند حرف حساب او چیست. هارت در ذهنش به بری می‌گوید من از تو سرعت ارگانیک می‌خواهم و اگر این کار را نکنی گاداسپیدها شهر را نابود می‌کنند. جی گریک و اسپیدفورس به تیم ملحق می‌شوند و تلاش می‌کنند جلوی گاداسپید هارا بگیرند اما نمی‌توانند چون گاداسپیدها مدام از اسپیدفورس شارژ می‌شوند. بری مجبور می‌شود به هارت سرعت ارگانیک بدهد و این کار باعث می‌شود حافظه او هم برگردد وقتی هارت سرعت ارگانیک می‌گیرد و حافظه اش بر می‌گردد با فلش درگیر می‌شود هارت از فلش سریع تر شده بود اما بری ایوبارد ثاون را خبر می‌کند و آنها با گاداسپید می‌جنگند و بری به کمک ثاون گاداسپید را متوقف می‌کند و بعد ثاون می‌خواهد با بری مبارزه کند و او را بکشد اما بری ثاون را شکست می‌دهد. بری و آیریس در حضور بارت و نورا دوباره ازدواج می‌کنند و فصل هفت در اینجا تمام می‌شود.

### فصل هشتم
بری بیدار می‌شود و متوجه می‌شود که ازدواج دوباره‌اش با آیریس اتفاق نیفتاده‌است و پدر آیریس یعنی جو شش ماه است که مرده‌است!
فرد مشکوکی به نام دسپرو از سال ۲۰۳۱ می‌آید و می‌گوید که در آن زمان فلش تمام دنیا را از بین می‌برد و برای همین می‌خواهد فلش را بکشد. فلش با کمک ری پالمر (اتم) جلوی مرگ خودش توسط دسپرو را می‌گیرد.
بری به آینده سفر می‌کند تا ببیند آن اتفاق واقعا افتاده یا نه اما می‌فهمد که در آن زمان او فلش معکوس است و ایوبارد تاون فلش!
در همین حین در سال ۲۰۲۲ دسپرو سراغ سیسیل می‌رود تا بفهمد فلش کجاست تا او را بکشد و وقتی چیزی دستگیرش نمی‌شود کل تیم فلش را می‌کشد.
ایوبارد به بری توضیح می‌دهد که به سال ۲۰۱۳ رفته و کاری کرده صاعقه به خودش بخورد و خودش فلش شود و خودش با آیریس ازدواج کند. بری با آیریس صحبت می‌کند و به او از خط زمانی اصلی می‌گوید و او را قانع می‌کند که بری آلن واقعی است و به کمک او به اسپیدفورس وصل می‌شود و با ثاون نبردی سنگین می‌کند که قرار است منجر به آخرالزمان شود یعنی دقیقا همان چیزی که دسپرو گفته بود اما بری ثاون را شکست می‌دهد و خط زمانی را به حالت اول بازمی گرداند و جو و تیم فلش از مرگ حتمی نجات پیدا می‌کنند. دسپرو می‌فهمد که همه این کارها زیر سر ثاون بوده است.
ثاون به دلیل قطع ارتباط با اسپیدفورس منفی در حال مرگ بود (چون بعد از خودکشی ادی ثاون از هستی محو شده بود و به کمک اسپیدفورس منفی وجود داشت) ایوبارد از فلش کمک می‌خواهد چون می‌داند که فلش نسبت به هر کسی حتی او دلسوزی می‌کند. تیم فلش او را زندانی می‌کنند. کیتلین می‌گوید ثاون باعث خیلی از عذاب های آنها بوده و باید بگذاریم که او بمیرد اما فلش قبول نمی‌کند. دسپرو از فلش می‌خواهد که ثاون را به او تحویل دهد اما فلش این کار را نمی‌کند و در نبرد آخر دسپرو را شکست می‌دهد و سرعت ثاون را از او می‌گیرد تا زنده بماند و او را در جزیره‌ای متروکه زندانی می‌کند که تا آخر عمر حبس شود.
نیمه تاریک دث استورم بازمی‌گردد و هدفش رسیدن عشق نافرجامش به کیتلین است. رانی باعث خرابکاری در شهر می‌شود و اوضاع به قدری خطرناک می‌شود که تیم فلش کیلر فراست را ارتقا می‌دهد تا با او مقابله کند. فراست او را شکست می‌دهد اما خودش هم می‌میرد. کیتلین تلاش می‌کند او را دوباره متولد کند اما بری او را متوقف می‌کند.
بری با ایوبارد ثاونی روبرو می‌شود که در فلش پوینت به وجود آمده بود و پس از کشمکشی با او می‌فهمد که او آدم بدی نیست و حافظه‌اش را از دست داده. نیروهای منفی ایوبارد ثاون اصلی و آیریس را می‌کشند اما بری به دلیل این که بارت و نورا هنوز از خط زمانی پاک نشده‌ بودند می‌فهمد که آیریس هنوز زنده است.
آیریس درون سنگی گیر افتاده که بخشی از وجود دیمین دارک در آن زندانی شده اما او از آنجا بیرون می‌آید. نیروهای منفی کالبد ثاون فلش پوینت را از او می‌گیرند و ایوبارد ثاون اصلی را جایگزین می‌کنند و به او قدرت می دهند و او به آواتار اسپیدفورس منفی تبدیل می‌شود و می تواند آخرالزمان را شروع کند. بری هم تبدیل به آواتار اسپیدفورس مثبت می‌شود و با کمک سه فرد دیگر به جز خودش که صاحب اسپیدفورس هستند (بارت، نورا و جی گریک) تمام موجی که ایوبارد فرستاده تا آخرالزمان را آغاز کند به خود ایوبارد برمی‌گرداند و بدین ترتیب ایوبارد می‌میرد.

### فصل نهم
رد - دث (به معنای مرگ سرخ Red Death) که حاصل ترکیب بت وومن و فلش در یک جهان موازی است به زمین یک می‌آید، قصد او کشتن فلش بود و در نبرد تا حدی فلش را متوقف می‌کند اما فلش با کمک تیم فلش و کمک بت وومن این زمین او را شکست می‌دهد،
کیتلین هنگامی که می‌خواست فراست را به هستی بازگرداند خودش هم می‌میرد و تیم فلش باز هم داغدار می‌شود اما الهه‌ای به نام کیان وارد کالبد کیتلین می‌شود و با آنها همدردی می‌کند.
فلش طی یک درگیری با یک دانشمند خطرناک به صورت اتفاقی چند سال جوانتر می‌شود و دوباره سی ساله می‌شود. بری در روز تولدش دوباره جشن سی سالگیش را می‌گیرد و تیم فلش و والی و جان دیگل را دعوت می‌کند اما رمزی روسو (بلادوورک) که از زندان آرگوس فرار کرده‌است به استارلبز می‌آید و مهمانان را مطیع خود می‌کند و وارد ذهن والی می‌شود و او را هم کنترل می‌کند و کاری می‌کند که والی فلش را بکشد اما چستر که توسط رمزی آلوده نشده بود به کمک کیان جان دیگل را از کنترل رمزی خارج می‌کند.
بری پس از مرگ با الیور کویین که به اسپکتر تبدیل شده روبرو می‌شود و از او می‌خواهد که او را به هستی بازگرداند و این اتفاق می‌افتد و الیور هم همراه با بری بازمی‌گردند.
رمزی می‌خواهد کل جهان‌های موازی را به وسیله خونش آلوده کند و تمام مردم مولتی‌ورس را کنترل کند. فلش والی را متقاعد می‌کند و او را از سلطه رمزی خارج می‌کند. الیور با رمزی درگیر می‌شود و با کمک فلش و والی و جان دیگل او را شکست می‌دهند و نقشه رمزی خراب می‌شود. الیور قدرت رمزی را از او می‌گیرد و بیماریش را هم همراه با آن از بین می‌برد و رمزی تا آخر عمر به عنوان یک زندانی معمولی حبس می‌شود.
پس از این ماجرا اسپکترمی‌گوید که تمام جهان‌های موازی را بازگردانده‌است (حتی زمینی که هانتر زالامون از آن آمده بود) و می‌گوید که من فقط زمانی که مولتی‌ورس در خطر باشد می‌توانم به جهان بازگردم و در یک مهمانی از تیم فلش و مخصوصا دوست چندین ساله‌اش جان دیگل خداحافظی می‌کند و دوباره می‌رود. چستر و آلگرا بالاخره با یکدیگر وارد رابطه می‌شوند.
بری در هنگام صحبت با آیریس ناگهان ناپدید می‌شود و به سال ۲۰۰۰ می‌رود و نمی‌تواند به سال ۲۰۲۳ بازگردد. فلش از جو کمک می خواهد اما چون نمی‌خواست خط زمانی به هم بریزد نتوانست جو را قانع کند. بری با پدر مادرش روبرو می‌شود و به عنوان یک غریبه بار دیگر با آنها هم کلام می‌شود. بری با ثاونی روبرو می‌شود که می‌خواهد بری کوچک را در این زمان بکشد تا فلش هیچ وقت به وجود نیاید (چیزی که داستان فصل یک سریال را شکل داد)
جو هنگام بررسی یک پرونده ناگهان ندایی می‌شنود که نام او را صدا می زند و کریستالی روی زمین می‌بیند و آن را برمی‌دارد و اسپیدفورس منفی وارد کالبد او می‌شود و می‌خواهد به وسیله جو فلش را بکشد و می‌داند که فلش نمی‌تواند به جو آسیب برساند اما فلش او را شکست می‌دهد و جو به کالبدش بازمی‌گردد. در سال ۲۰۲۳ اسپیدفورس منفی با همان کریستال به بدن مارک هم نفوذ می کند اما کیان او را شکست می‌دهد.
بری قصد دارد که ثاون را متقاعد کند که وارد خانه کودکیش نشود اما او به دلیل نفرتش از فلش راضی به این کار نمی‌شود. بری و ثاون وارد خانه قدیمی بری می‌شوند و آن داستان باز هم تکرار می‌شود و فلش بری کوچک را نجات می‌دهد و ثاون نورا آلن را می‌کشد و فلش به فلش ۲۰۱۵ هشدار می‌دهد که مادرش را نجات ندهد. ثاون در سال ۲۰۰۰ گیر می‌افتد و در همان حین فلش ناپدید می‌شود و به سال ۲۰۲۳ بازمی‌گردد.
فردی به نام گلیمور که شبیه به ادی ثاون است در سال ۲۰۴۹ مورد اصابت صاعقه قرار می‌گیرد و عکسی از ادی ثاون پیدا می‌کند. بری باز هم ناپدید می‌شود و این بار در سال ۲۰۴۹ گیر می‌افتد. اسپیدفورس بازمی‌گردد و می‌گوید اسپیدفورس منفی قدرت گرفته‌است و او در حال مرگ است و تیم فلش باید سریعا فلش را بازگردانند. سیسل ذهنش را به سال ۲۰۴۹ می‌فرستد تا فلش را پیدا کند و می‌فهمد که در آن زمان به قهرمانی قدرتمند تبدیل شده است. گلیمور می‌فهمد که او در واقع همان ادی ثاون است و با نورا دختر فلش روبرو می‌شود و قضیه را توضیح می‌دهد. نورا هم با کریستال روبرو می‌شود و اسپیدفورس منفی کالبد او را تسخیر می کند و از ادی می خواهد که کالبد اصلی اسپیدفورس منفی شود و خط زمانی را تغییر دهد که در آن با آیریس ازدواج ‌کند و نورا دختر اوست اما او قبول نمی‌کند.
فلش با نورا روبرو می‌شود و با او درگیر می‌شود و او را از سلطه اسپیدفورس منفی خارج می‌کند و دوباره ناپدید می‌شود و به سال ۲۰۲۳ بازمی‌گردد و آیریس در همان هنگام دچار درد زایمان نورا می‌شود. روشن می‌شود که اسپیدفورس منفی ادی را به زندگی بازگرداننده و ادی وسوسه می‌شود و با اسپیدفورس منفی یکی می‌شود. ادی به سال ۲۰۲۳ بازمی‌گردد و هانتر زالامون (زوم) آگوست هارت (گاداسپید) و ایوبارد ثاون (ریورس فلش) و ساویتار (باقی مانده زمانی بری آلن) را از زمان‌های مختلف بازمی‌گرداند و آنها وارد اسپیدفورس منفی می‌شوند و تصمیم می‌گیرند که با کمک هم فلش را برای همیشه نابود کنند.
نبرد نهائی آغاز می‌شود و فلش با تمام دشمنانش چشم تو چشم می‌شود. سیسیل با قدرت ذهنش قادر به پرواز می‌شود و کلون‌های گاداسپید را شکست می‌دهد و ذهن گاداسپید را مختل می‌کند و هارت برای همیشه می‌میرد. زوم با صاعقه منفی کیان را نشانه می‌گیرد اما کیان با قدرت خود صاعقه را به خود زوم پرتاب می‌کند و هانتر می‌میرد. ساویتار نورا را شکست می‌دهد و به او می‌گوید مادرت از سرنوشتش فرار کرد اما تو نمی‌توانی و چنگال فلزیش را در کمر نورا فرو می‌کند اما نورا با قدرت ارتعاش تیغ را از بدنش عبور می‌دهد و در کمر خود ساویتار فرو می‌کند و ساویتار می‌میرد‌. ریورس فلش چستر را می‌کشد و آلگرای خشمگین به او اشعه پرتاب می‌کند و ثاون غافلگیر می‌شود و بعد از اصابت اشعه برای همیشه می‌میرد. (چستر برای داشتن قدرت سیاهچاله زنده می‌ماند)
فلش از ادی شکست می‌خورد اما جی گریک در همان هنگام سر می‌رسد و قدرت ادی را از او می‌گیرد اما ادی نیروی منفی ثاون و زوم و ساویتار و هارت را می‌گیرد و فرار می‌کند. بری به سراغ ادی می‌رود و به او می‌گوید که من با تو نمی‌جنگم، ادی او را تا سر حد مرگ کتک می‌زند، بری به او می‌گوید اسپیدفورس منفی در این روند تو را خواهد کشت. ادی متقاعد می‌شود و کریستال را درمی‌آورد چون او از ته قلبش انسان خوبی بود و در آخر زنده می‌ماند.
در پایان فلش قدرتش را با سه نفر دیگر به اشتراک می‌گذارد و آیریس نورا را به دنیا می‌آورد و نورا که از آینده آمده بود شاهد به دنیا آمدن خودش می‌شود. کیان کالبد کیتلین را ترک می‌کند و در کمال ناباوری کیتلین به زندگی بازمی‌گردد و سریال فلش با خوبی و خوشی به پایان می‌رسد.
| شخصیت           | نام مستعار                         | توانایی | شغل                                                                                    | بازیگر ایفای نقش    |
| --------------- | ---------------------------------- | --- | -------------------------------------------------------------------------------------- | ------------------- |
| بری آلن         | فلش ساویتار (فصل ۳)                | سرعت حداقل ۲۰ ماخ بر ثانیه سفر در زمان - سفر بین ابعاد سفر بین دنیاها - متوقف کردن زمان (فلش تایم) - تغیر صدا - قرض گرفتن سرعت دیگران - پرتاب صاعقه از نیروی سرعت - ساخت یک خط زمانی جدید (فلشپوینت) | دانشمند صحنه جرم کارآگاه خصوصی (موقت)                                                  | گرنت گاستین         |
| فرانسیسکو رامون | وایب ری ورب (زمین ۲) اکو (زمین ۱۹) | نابغهٔ کامپیوتر و هک مخترع پیش‌بینی آینده (تا فصل ۵) پی بردن به اتفاقات گذشته (تا فصل ۵) سفر به جهان‌های موازی (تا فصل ۵) بازکردن دروازه‌های بین ابعادی (تا فصل ۵) شلیک امواج ارتعاشی (تا فصل ۵)         | کارمند آزمایشگاه‌های ستاره عضو دپارتمان پلیس شهر مرکزی مدیر شرکت رامون لبز (فلش پوینت)  | کارلوس والدز        |
| کیتلین اسنو     | کیلر فراست (فصل ۳ به بعد)          | دانشمند شیمیدان و زیست‌شناس قدرت پرتاب گلوله‌های یخی و یخ زدن اجسام (از فصل ۳) | کارمند آزمایشگاه ستاره کارمند آزمایشگاه مرکوری (موقت فصل ۲) چشم‌پزشک کودکان (فلش پوینت) | دنیل پانابیکر       |
| جو وست          | ----                               | حس کارآگاهی شلیک و مبارزه | عضو دپارتمان پلیس شهر مرکزی                                                            | جسی ال مارتین       |
| آیریس وست (آلن) | فلش (موقت)                         | کنترل اتاق فرمان | روزنامه‌نگار (فصل ۱ تا ۳) (فصل ۵)                                                       | کندیس پتن           |
| رالف دیبنی      | ایلانگیتد من (مرد کشی)             | قدرت کشش تغییر قیافه | کارآگاه خصوصی                                                                          | هارتلی سایر         |
| والاس وست       | بچه فلش (برادر زن فلش)             | راننده رالی (فصل ۲) سرعت زیاد (فصل ۳ تا ۵) | دانشجو. برادر ایریس وست آلن. همکار فلش                                                 | کینان لانسدیل       |
| ایبارد ثاون     | فلش معکوس                          | دانشمند، (سرعت بالا در فصل ۱)، زندانی (در فصل ۵) | کار در آزمایشگاه، اداره اتاق فرمان                                                     | تام کاوانا، مت لتچر |
| هریسون ولز      | ---                                | دانشمند (هری ولز زمین۲) دانشمند (هریسون ولز زمین ۱ ولز بی‌انتها) نویسنده (اچ. آر) کارآگاه خصوصی (شرلوک) مسافر جهان‌های چندگانه (نش)                                                                    | کار در آزمایشگاه، اداره اتاق فرمان، کارآگاه خصوصی                                      | تام کاوانا          |
|                 |                                    | |                                                                                        |                     |

## بازیگران
- گرانت گاستین در نقش بری آلن / فلش،[۷] ساویتار[۸]
- کندیس پتن در نقش آیریس وست[۹]
- دانیل پانابیکر در نقش دکتر کیتلین اسنو / کیلرفراست[۱۰]
- کارلوس والدس در نقش سیسکو رامون / وایب[۱۱]
- تام کاوانا در نقش ایوبارد ثاون /ضد فلش / هریسون ولز/ اچ آر ولز/ شرلاک ولز/ نش ولز و بقیه ولز ها[۱۲]
- جسی ال مارتین در نقش جو وست[۱۳]
- جسیکا پارکر کندی در نقش نورا الن/ ایکس اس (دختر بری الن در آینده سابق که توسط نورا تغییر کرد)[۱۴]
- هارتلی سایر در نقش ایلانگیتد من / رالف دیبنی[۱۵]

### سایر بازیگران
- جردن فیشر در نقش بارت آلن (کمیک)
- مورنا باکارین صداپیشه هوش مصنوعی «گیدیون»[۱۶]
- کریس کلاین در نقش اورلین دوایر / سیکادا[۱۷]
- سارا کارتر در نقش گریس گیبونز[۱۸] /سیکادا (سیکادا ۲)
- لامونیکا کارت در نقش مانیتور/آنتی مانیتور[۱۹]
- ناتالی دریفوس در نقض سو دیبورن[۲۰]
- افرات دور در نقش ایوا مک‌کالک[۲۱]
- سندهیل رامامورثی در نقش رمزی روسو / بلادورک
- کیم انگلبرت در نقش مارلیز دوو
- نیل سندیلندز در نقش کلیفورد دوو / تینکر[۲۲]
- جان ویسلی شیپ در نقش هنری آلن، جی گریک، بری آلن (زمین ۹۰)
- میشل هریسون در نقش نورا آلن
- کینان لانسدیل در نقش والی وست / بچه فلش
- ریک کازنت در نقش ادی ثاون
- مت لچر در نقش ایوبارد ثاون / فلش-معکوس
- ویکتور گاربر در نقش پروفسور مارتین استاین / فایراستورم
- فرانز درامه در نقش جفرسون جکسون / فایراستورم
- رابی امل در نقش رانی ریموند / فایراستورم
- ملیس جو در نقش لیندا پارک (دکتر لایت)
- ونورت میلر در نقش لئونارد اسنارت / کاپیتان کلد
- دامینیک پرسل در نقش میک روری / هیت ویو
- پیتون لیست در نقش لیزا اسنارت / گلدن گلایدر
- سیارا رنه در نقش کندرا ساندرز / هاوک گرل
- تدی سیرس در نقش هانتر زولمون زوم
- ویولت بین در نقش جسی ولز / جسی کوئیک
- تام فلتون در نقش جولیان آلبرت / دکتر آلکمی
- پاتریک سابونگوی در نقش کاپیتان سینگ
- کلنسی براون در نقش ژنرال وید آیلینگ
- کاران اوبروی در نقش گاداسپید